# Kamila Stormowska
Kamila Stormowska est une patineuse de vitesse sur piste courte polonaise.

## Biographie
Elle naît le 12 avril 2000 à Elbląg. À l'âge de neuf ans, elle est renvoyée de son club de patinage artistique, qui l'estime trop vieille pour réussir à haut niveau, et elle commence le short-track.
Sa première saison internationale commence en coupe du monde en 2015 à Montréal. Elle est entraînée par Urszula Kaminska, Grégory Durand et Philippe Tremblay. En 2017, elle reçoit le prix Piotr Nurowski de jeune sportive européenne de l'année. Elle remporte au Festival olympique d'hiver de la jeunesse européenne 2017 à Erzurum une médaille d'or sur le 1 000 mètres et une médaille d'argent en relais mixte.
En février 2020, elle obtient une médaille de bronze en coupe du monde sur le 500 mètres, devenant la deuxième Polonaise médaillée en coupe du monde de l'histoire.
Elle participe aux épreuves de patinage de vitesse sur piste courte aux Jeux olympiques de 2022 sur le 500 mètres, ainsi que les relais féminin et mixte.